# First Live Concert: The Real
First Live Concert: The Real é o primeiro álbum ao vivo do grupo sul-coreano Big Bang. O seu lançamento ocorreu em 8 de fevereiro de 2007 pela YG Entertainment. O álbum foi gravado em 30 de dezembro de 2006 através do concerto The Real, realizado em apoio a Big Bang Vol.1-Since 2007 (2006), primeiro álbum de estúdio do Big Bang. 
Após o lançamento de First Live Concert: The Real na Coreia do Sul, o álbum atingiu seu pico de número quatro na parada mensal da Miak Albums Chart e encerrou o ano de 2007 dentro do top 100 da referida parada.

## Antecedentes
Com o lançamento de seu primeiro álbum de estúdio em 22 dezembro de 2006, o Big Bang realizou a fim de promovê-lo, o seu primeiro concerto através de uma única apresentação na Olympic Gymnastics Arena em Seul. Intitulado de The Real, o concerto atraiu um público de doze mil pessoas em 30 de dezembro de 2006 e apresenta performances do grupo através de canções lançadas de seus singles anteriores de estreia, bem como de seu primeiro álbum de estúdio. A gravação do concerto The Real, também gerou a produção de um DVD, lançado posteriormente em 14 de fevereiro de 2007.

## Lista de faixas
| N.º            | Título                                                   | Letras                   | Música | Arranjos | Duração |  |
| 1.             | "Big Bang"                                               | G-Dragon                 | Perry | Perry | 3:27    |  |
| 2.             | "V.I.P"                                                  | Big Bang                 | G-Dragon, Kim Do Hyeon                                                                                                  | Kim Do Hyeon | 3:16    |  |
| 3.             | "Ma Girl" (Taeyang solo)                                 | G-Dragon                 | Israel Dwaine Cruz | Israel Dwaine Cruz | 4:03    |  |
| 4.             | "A Fool's Only Tears" (눈물뿐인 바보; Nunmulppunin Babo) | G-Dragon, An Young Min   | Jeon Seung Woo | Jeon Seung Woo | 4:03    |  |
| 5.             | "We Belong Together"                                     | G-Dragon, T.O.P          | G-Dragon | G-Dragon, Teddy Park | 3:59    |  |
| 6.             | "Forever With U"                                         | G-Dragon, T.O.P          | Brave Brothers | Brave Brothers | 3:33    |  |
| 7.             | "Try Smiling" (웃어본다; Useo Bonda) (Daesung solo)      | An Young Min             | Lee Ryu Won | Lee Ryu Won | 4:14    |  |
| 8.             | "Big Boy" (T.O.P solo)                                   | T.O.P                    | T.O.P, Brave Brothers                                                                                                   | Brave Brothers | 3:46    |  |
| 9.             | "Next Day" (다음날) (Seungri solo)                       | Sim Jae Hee              | Derek Bramble | Derek Bramble | 4:00    |  |
| 10.            | "She Can't Get Enough"                                   | Kim Ina, G-Dragon        | Carlos Adaamick Mendoza, Robbi Nevil, Bradley Spalter, Michael Norfleet, Jean Rodriguez, Wesly Rodriguez, Phillip White | Carlos Adaamick Mendoza, Robbi Nevil, Bradley Spalter, Michael Norfleet, Jean Rodriguez, Wesly Rodriguez, Phillip White | 3:31    |  |
| 11.            | "Dirty Cash"                                             | 072, G-Dragon            | Andy Love, Jos Jorgensen                                                                                                | Andy Love, Jos Jorgensen                                                                                                | 3:20    |  |
| 12.            | "This Love" (G-Dragon solo)                              | G-Dragon                 | G-Dragon, James Valentine, Adam Levine, Ryan Dusick, Mickey Madden, Jesse Carmichael                                    | G-Dragon | 4:17    |  |
| 13.            | "La La La"                                               | Big Bang                 | Perry | Perry | 3:29    |  |
| 14.            | "Good Bye Baby"                                          | Taeyang, G-Dragon, T.O.P | Perry, Brave Brothers                                                                                                   | Perry, Brave Brothers                                                                                                   | 5:20    |  |
| 15.            | "Shake It" (흔들어; Heundeureo)                          | G-Dragon                 | G-Dragon, Brave Brothers                                                                                                | Brave Brothers | 4:03    |  |
| 16.            | "Dirty Cash" (For Fan - Original Track)                  | 072, G-Dragon            | Andy love, Jos Jorgensen                                                                                                | Andy love, Jos Jorgensen                                                                                                | 3:11    |  |
| Duração total: | Duração total:                                           | Duração total:           | Duração total: | Duração total: | 61:38   |  |

## Desempenho nas paradas musicais
First Live Concert: The Real atingiu após o seu lançamento, a posição de número quatro na parada mensal da Miak Albums Chart, obtendo vendas de 23,638 mil cópias. Até o fim do ano de 2007, o álbum já havia vendido um total de 38,849 mil cópias, o que o levou a se estabelecer na posição de número 61 da parada anual da Miak Albums Chart. 

### Posições
| Paradas (2007)                             | Melhor posição |
| ------------------------------------------ | -------------- |
| Coreia do Sul (Miak Monthly Albums Chart)  | 4              |
| Coreia do Sul (Miak Year-end Albums Chart) | 61             |

## Histórico de lançamento
| Região        | Data                   | Formato             | Gravadora                       |
| ------------- | ---------------------- | ------------------- | ------------------------------- |
| Coreia do Sul | 8 de fevereiro de 2007 | CD download digital | YG Entertainment Yedang Company |